# Immediate Records
Immediate Records è stata una casa discografica britannica fondata nel 1965 da Andrew Loog Oldham e Tony Calder.

## Storia
L'etichetta operò di fatto per soli quattro anni: Calder e Oldham sciolsero la loro società alla fine del 1969 e all'inizio del 1970 l'azienda fu liquidata per fallimento. Per la Immediate incisero, fra gli altri, Rod Stewart, P. P. Arnold, Billy Nicholls, John Mayall, Savoy Brown, Small Faces, The Nice, Fleetwood Mac, The Groundhogs, Chris Farlowe, Duncan Browne e Humble Pie.
Sebbene Oldham, fino al 1967, sia rimasto anche produttore dei Rolling Stones, questi ultimi non pubblicarono mai direttamente con la sua etichetta; tuttavia brani scritti da Mick Jagger e Keith Richards furono incisi da artisti della Immediate: P. P. Arnold (As Tears Go By), Chris Farlowe (Paint It Black, Out of Time, Ride On, Baby, Yesterday's Papers, Satisfaction, Think) e Nicky Scott (Backstreet Girl); i dischi in questione furono inoltre tutti prodotti da Jagger e Richards, sia in coppia che separatamente, spesso in collaborazione con lo stesso Oldham.

## Catalogo
Sono qui elencati i titoli che la Immediate pubblicò nel Regno Unito e negli Stati Uniti d'America tra il 1965 e il 1969, cioè nel periodo di effettiva attività. Non compaiono ristampe posteriori (compresi i compact disc a marchio Immediate) e pubblicazioni su licenza in altri Paesi del mondo, anche del quinquennio anzidetto. I titoli sono ordinati cronologicamente secondo la numerazione di catalogo impiegata nel Regno Unito.

### 33 giri
| LP | LP          | LP          | LP                             | LP                                                    |
| Anno | No catalogo | No catalogo | Artisti                        | Titolo                                                |
| Anno | Regno Unito | Stati Uniti | Artisti                        | Titolo                                                |
| --- | ----------- | ----------- | ------------------------------ | ----------------------------------------------------- |
| 1965 | IMLP-001    |             | The McCoys                     | Hang on Sloopy (from US Bang)                         |
| 1966 | IMLP-002    |             | Sam Cooke                      | The Wonderful World of Sam Cooke                      |
| 1966 | IMLP-003    |             | Aranbee Pop Symphony Orchestra | Today's Pop Symphony (directed by Keith Richards)     |
| 1966 | IMLP-004    |             | Mark Murphy                    | Who Can I Turn To                                     |
| 1966 | IMLP-005    |             | Chris Farlowe                  | 14 Things to Think About                              |
| 1966 | IMLP-006    |             | Chris Farlowe                  | The Art of Chris Farlowe                              |
| 1966 | IMLP-007    |             | Twice as Much                  | Own Up                                                |
| 1967 | IMLP-008    |             | Small Faces                    | Small Faces                                           |
| 1967 |             | Z12-52 002  | Small Faces                    | There Are But Four Small Faces                        |
| 1968 | IMCP-009    |             | Billy Nicholls                 | Would You Believe                                     |
| 1968 | IMCP-010    |             | Chris Farlowe                  | The Best of Chris Farlowe Vol. 1                      |
| 1968 | IMLP-011    |             | P. P. Arnold                   | The First Lady of Immediate                           |
| 1968 | IMLP-012    | Z12-52 008  | Small Faces                    | Ogdens' Nut Gone Flake                                |
| 1968 | IMCP-013    |             | Twice as Much                  | That's All                                            |
| 1968 | IMLP-014    | Z12-52 006  | (Artisti vari)                 | Blues Anytime Vol. 1                                  |
| 1968 | IMCP-015    | Z12-52 007  | (Artisti vari)                 | Blues Anytime Vol. 2                                  |
| 1968 | IMLP-016    | Z12-52 004  | The Nice                       | The Thoughts of Emerlist Davjack                      |
| 1968 | IMLP-017    | Z12 52 016  | P. P. Arnold                   | Kafunta                                               |
| 1968 | IMSP-018    | Z12-52 012  | Duncan Browne                  | Give Me Take You                                      |
| 1968 | IMLP-019    | Z12-52 018  | (Artisti vari)                 | Blues Anytime Vol. 3                                  |
| 1968 | IMLP-020    | Z12-52 020  | The Nice                       | Ars Longa Vita Brevis                                 |
| 1969 | IMLP-021    |             | Chris Farlowe                  | The Last Goodbye                                      |
| 1969 | IMSP-022    |             | Small Faces                    | In Memoriam                                           |
| 1969 | IMSP-023    |             | Amen Corner                    | National Welsh Coast Live Explosion Company           |
| 1969 | IMLP-024    |             | (Artisti vari)                 | Blues Leftovers - Vol. 4                              |
| 1969 | IMSP-025    | IMOCS-101   | Humble Pie                     | As Safe As Yesterday Is                               |
| 1969 | IMSP-026    | Z12-52 022  | The Nice                       | Nice *                                                |
| 1969 |             | IMOCS-102   | The Nice                       | Everything as Nice as Mother Makes It *               |
| 1969 | IMSP-027    |             | Humble Pie                     | Town and Country                                      |
| 1969 | IMSP-028    |             | Amen Corner                    | Farewell to the Real Magnificent Seven                |
| LP doppi |             |             |                                |                                                       |
| Anno | No catalogo | No catalogo | Artisti                        | Titolo                                                |
| Anno | Regno Unito | Stati Uniti | Artisti                        | Titolo                                                |
| 1969 | IMAL-03/04  |             | (Artisti vari)                 | Anthology of British Blues Volume 1                   |
| 1969 | IMAL-05/06  |             | (Artisti vari)                 | Anthology of British Blues Volume 2                   |
| Sampler |             |             |                                |                                                       |
| Anno | No catalogo | No catalogo | Artisti                        | Titolo                                                |
| Anno | Regno Unito | Stati Uniti | Artisti                        | Titolo                                                |
| 1969 | IMLYIN-2    |             | (Artisti vari)                 | Happy to Be a Part of the Industry of Human Happiness |
| * Stesso album che negli Stati Uniti fu distribuito con due titoli differenti, da etichette distinte e con numeri di catalogo diversi. |             |             |                                |                                                       |

### 45 giri
| Anno | No catalogo | No catalogo                   | Artisti                                           | Titoli                                           | Titoli                                                                        |
| Anno | Regno Unito | Stati Uniti                   | Artisti                                           | Lato A                                           | Lato B                                                                        |
| --- | ----------- | ----------------------------- | ------------------------------------------------- | ------------------------------------------------ | ----------------------------------------------------------------------------- |
| 1965 | IM-001      |                               | The McCoys                                        | Hang on Sloopy                                   | I Can't Explain It                                                            |
| 1965 | IM-002      |                               | The Fifth Avenue                                  | The Bells of Rhymney                             | Just Like Anyone Would Do                                                     |
| 1965 | IM-003      |                               | Nico                                              | I'm Not Sayin'                                   | The Last Mile                                                                 |
| 1965 | IM-004      |                               | Gregory Phillips                                  | Down in the Boondocks                            | That's the One                                                                |
| 1965 | IM-005      |                               | The Masterminds                                   | She Belongs to Me                                | Taken My Love                                                                 |
| 1965 | IM-006      |                               | The Poets                                         | Call Again                                       | Some Things I Can't Forget                                                    |
| 1965 | IM-007      |                               | The Strangeloves                                  | Cara-Lin                                         | (Roll On) Mississippi                                                         |
| 1965 | IM-008      |                               | Van Lenton                                        | Gotta Get Away                                   | You Don't Care                                                                |
| 1965 | IM-009      |                               | The Factotums                                     | In My Lonely Room                                | A Run in the Green and Tangerine Flaked Forest                                |
| 1965 | IM-010      |                               | The Golden Apples of the Sun                      | The Monkey Time                                  | Chocolate Rolls, Tea and Monopoly                                             |
| 1965 | IM-011      |                               | Barbara Lynn                                      | You Can't Buy My Love                            | That's What a Friend Will Do                                                  |
| 1965 | IM-012      |                               | John Mayall & the Bluesbreakers                   | I'm Your Witchdoctor                             | Telephone Blues                                                               |
| 1965 | IM-013      |                               | Glyn Johns                                        | Mary Anne                                        | Like Grains of Yellow Sand                                                    |
| 1965 | IM-014      |                               | Mick Softley                                      | I'm So Confused                                  | She's My Girl                                                                 |
| 1965 | IM-015      |                               | The Mockingbirds                                  | You Stole My Love                                | Skit Skat                                                                     |
| 1965 | IM-016      |                               | Chris Farlowe                                     | The Fool                                         | Treat Her Good                                                                |
| 1965 | IM-017      |                               | Joey Vine                                         | Down & Out                                       | The Out of Towner                                                             |
| 1965 | IM-018      |                               | Jimmy Tarbuck                                     | Someday                                          | Wastin' Time                                                                  |
| 1965 | IM-019      |                               | The Variations                                    | The Man With All the Toys                        | She'll Know I'm Sorry                                                         |
| 1965 | IM-020      |                               | Les Fleur de Lys                                  | Moondreams                                       | Wait for Me                                                                   |
| 1965 | IM-021      |                               | The McCoys                                        | Fever                                            | Sorrow                                                                        |
| 1966 | IM-022      |                               | The Factotums                                     | You're So Good to Me                             | Can't Go Home Anymore My Love                                                 |
| 1966 | IM-023      |                               | Chris Farlowe                                     | Think                                            | Don't Just Look at Me                                                         |
| 1966 | IM-024      |                               | The Poets                                         | Baby Don't You Do It                             | I'll Come Home                                                                |
| 1966 | IM-025      |                               | Charles Dickens                                   | So Much in Love                                  | Our Soul Brother TH                                                           |
| 1966 | IM-026      |                               | Goldie                                            | Going Back                                       | Headlines                                                                     |
| 1966 | IM-027      |                               | Tony Rivers and the Castaways                     | Girl Don't Tell Me                               | The Girl From Salt Lake City                                                  |
| 1966 | IM-028      |                               | The McCoys                                        | Don't Worry Mother, Your Son's Heart Is Pure     | Ko-Ko                                                                         |
| 1966 | IM-029      |                               | The McCoys                                        | Up and Down                                      | If You Tell a Lie                                                             |
| 1966 | IM-030      |                               | The London Waits                                  | Softly, Softly                                   | Serenadio (Italian Serenade)                                                  |
| 1966 | IM-031      |                               | The Turtles                                       | You Baby                                         | Wanderin' Kind                                                                |
| 1966 | IM-032      |                               | Les Fleur de Lys                                  | Circles                                          | So, Come On                                                                   |
| 1966 | IM-033      | K-13530                       | Twice as Much                                     | Sittin' on a Fence                               | Baby I Want You                                                               |
| 1966 | IM-034      |                               | The McCoys                                        | Runaway                                          | Come on Let's Go                                                              |
| 1966 | IM-035      | K-13567                       | Chris Farlowe                                     | Out of Time                                      | Baby Make It Soon                                                             |
| 1966 | IM-036      | K-13600                       | Twice as Much                                     | Step Out of Line                                 | Simplified                                                                    |
| 1966 | IM-037      |                               | The McCoys                                        | (You Make Me Feel) So Good                       | Everyday I Have to Cry                                                        |
| 1966 | IM-038      |                               | Chris Farlowe                                     | Ride On, Baby                                    | Headlines                                                                     |
| 1966 | IM-039      |                               | Twice as Much                                     | True Story                                       | You're So Good for Me                                                         |
| 1967 | IM-040      |                               | P. P. Arnold                                      | Everything's Gonna Be Alright                    | Life Is But Nothing                                                           |
| 1967 | IM-041      |                               | Chris Farlowe                                     | My Way of Giving                                 | You're So Good to Me                                                          |
| 1967 | IM-042      |                               | Twice as Much                                     | Crystal Ball                                     | Why Can't They All Go and Leave Me Alone                                      |
| 1967 | IM-043      |                               | Apostolic Intervention                            | (Tell Me) Have You Ever Seen Me                  | Madame Garcia                                                                 |
| 1967 | IM-044      |                               | Nicky Scott                                       | Big City                                         | Everything's Gonna Be Alright                                                 |
| 1967 | IM-045      |                               | Nicky Scott                                       | Backstreet Girl                                  | Chain Reaction                                                                |
| 1967 | IM-046      |                               | The McCoys                                        | I Got to Go Back                                 | Dynamite                                                                      |
| 1967 | IM-047      | E-1901                        | P. P. Arnold                                      | The First Cut Is the Deepest                     | Speak to Me                                                                   |
| 1967 | IM-048      |                               | Mort Shuman IV                                    | Monday, Monday                                   | Little Children                                                               |
| 1967 | IM-049      |                               | Chris Farlowe                                     | Yesterday's Papers                               | Life Is But Nothing                                                           |
| 1967 | IM-050      | E-1902                        | Small Faces                                       | Here Come the Nice                               | Talk to You                                                                   |
| 1967 | IM-051      | ZS7-502                       | John Mayall & the Bluesbreakers with Eric Clapton | I'm Your Witchdoctor                             | Telephone Blues                                                               |
| 1967 | IM-052      |                               | Marquis of Kensington                             | The Changing of the Guard                        | Reverse Thrust                                                                |
| 1967 | IM-053      |                               | Murray Head                                       | She Was Perfection                               | Secondhand Monday                                                             |
| 1967 | IM-054      |                               | The Australian Playboys                           | Black Sheep R.I.P.                               | Sad                                                                           |
| 1967 | IM-055      |                               | P. P. Arnold                                      | The Time Has Come                                | If You See What I Mean                                                        |
| 1967 | IM-056      |                               | Chris Farlowe                                     | Moanin'                                          | What Have I Been Doing?                                                       |
| 1967 | IM-057      | ZS7-501                       | Small Faces                                       | Itchycoo Park                                    | I'm Only Dreaming                                                             |
| 1967 | IM-058      |                               | Warm Sounds                                       | Sticks and Stones                                | Angeline                                                                      |
| 1967 |             | ZS7-5002                      | Chris Farlowe                                     | Paint It Black                                   | You're So Good to Me                                                          |
| 1967 | IM-059      | ZS7-5004                      | The Nice                                          | The Thoughts of Emerlist Davjack                 | Azrial (The Angel of Death)                                                   |
| 1967 | IM-060      |                               | Rod Stewart                                       | Little Miss Understood                           | So Much to Say (So Little Time)                                               |
| 1967 | IM-061      | ZS7-5006                      | P. P. Arnold                                      | (If You Think You're) Groovy                     | Though It Hurts Me Badly                                                      |
| 1967 | IM-062      | ZS7-5003                      | Small Faces                                       | Tin Soldier                                      | I Feel Much Better                                                            |
| 1968 | IM-063      |                               | Billy Nicholls                                    | Would You Believe                                | Daytime Girl                                                                  |
| 1968 | IM-064      | ZS7-5007                      | Small Faces                                       | Lazy Sunday                                      | Rollin' Over (Part II of Happiness Stan)                                      |
| 1968 | IM-065      | ZS7-5005                      | Chris Farlowe                                     | Handbags and Gladrags                            | Everyone Makes a Mistake                                                      |
| 1968 | IM-066      |                               | Chris Farlowe                                     | The Last Goodbye                                 | Paperman Fly in the Sky                                                       |
| 1968 | IM-067      |                               | The Outer Limits                                  | Great Train Robbery                              | Sweet Freedom                                                                 |
| 1968 | IM-067      |                               | P. P. Arnold                                      | Angel of the Morning                             | Life Is But Nothing                                                           |
| 1968 | IM-068      | ZS7-5008                      | The Nice                                          | America (2nd Amendment)                          | The Diamond-Hard Blue Apples of the Moon                                      |
| 1968 | IM-069      | ZS7-5009                      | Small Faces                                       | The Universal                                    | Donkey Rides, a Penny a Glass                                                 |
| 1968 | IM-070      | ZS7-5010                      | Duncan Browne                                     | On the Bombsite                                  | Alfred Bell                                                                   |
| 1968 | IM-071      |                               | Chris Farlowe                                     | Paint It Black                                   | I Just Need Your Loving                                                       |
| 1968 |             | ZS7-5011                      | Chris Farlowe                                     | Paint It Black                                   | What Have I Been Doing?                                                       |
| 1968 | IM-072      |                               | The Nice                                          | Brandenburger                                    | Happy Freuds                                                                  |
| 1968 |             | ZS7-5012                      | Small Faces                                       | Mad John                                         | The Journey                                                                   |
| 1968 | IM-073      | ZS7-5013                      | Amen Corner                                       | (If Paradise Is) Half as Nice                    | Hey Hey Girl                                                                  |
| 1968 | IM-074      |                               | Chris Farlowe                                     | Dawn                                             | April Was the Month                                                           |
| 1968 | IM-075      |                               | Michael D'Abo                                     | (See the Little People) Gulliver's Travels       | An Anthology of Gulliver's Travels – Part Two                                 |
| 1968 | IM-076      |                               | The McCoys                                        | Hang on Sloopy                                   | This Is Where We Came In                                                      |
| 1968 | IM-077      | ZS7-5014                      | Small Faces                                       | Afterglow of Your Love                           | Wham Bam Thank You Man                                                        |
| 1969 | IM-078      |                               | Chris Farlowe                                     | Out of Time                                      | Ride on Baby                                                                  |
| 1969 | IM-079      |                               | P. P. Arnold                                      | The First Cut Is the Deepest                     | The Time Has Come                                                             |
| 1969 | IM-080      |                               | Fleetwood Mac                                     | Man of the World                                 |                                                                               |
| 1969 | IM-080      | Earl Vince and the Valiants * |                                                   | Somebody's Gonna Get Their Head Kicked in Tonite |                                                                               |
| 1969 | IM-081      |                               | Amen Corner                                       | Hello Susie                                      | Evil Man's Gonna Win                                                          |
| 1969 | IM-082      | IMOC-001                      | Humble Pie                                        | Natural Born Bugie                               | Wrist Job (I'll Go Alone)                                                     |
| 1969 | IM-083 **   | ZS7-5015 **                   | P. P. Arnold                                      | Would You Believe                                | Am I Still Dreaming                                                           |
| 1969 | IM-084      |                               | Amen Corner                                       | Get Back                                         | Farewell to the Real Magnificent Seven                                        |
| 1969 |             | ZS7-5016                      | The Hill                                          | Sylvie                                           | The Fourth Annual Convention of the Battery Hen Farmers Association – Part II |
| *Pseudonimo degli stessi Fleetwood Mac. **Numerazioni originariamente assegnate al 45 giri in questione di P. P. Arnold, poi rimasto inedito in entrambi i Paesi. |             |                               |                                                   |                                                  |                                                                               |
| EP |             |                               |                                                   |                                                  |                                                                               |
| Anno | No catalogo | No catalogo                   | Artisti                                           | Titolo                                           | Titolo                                                                        |
| Anno | Regno Unito | Stati Uniti                   | Artisti                                           | Titolo                                           | Titolo                                                                        |
| 1965 | IMEP-001    |                               | Chris Farlowe                                     | Farlowe in the Midnight Hour                     | Farlowe in the Midnight Hour                                                  |
| 1966 | IMEP-002    |                               | The McCoys                                        | Hits Vol. 1                                      | Hits Vol. 1                                                                   |
| 1966 | IMEP-003    |                               | The McCoys                                        | Hits Vol. 2                                      | Hits Vol. 2                                                                   |
| 1966 | IMEP-004    |                               | Chris Farlowe                                     | Hits                                             | Hits                                                                          |